# 大阪福島郵便局
大阪福島郵便局（おおさかふくしまゆうびんきょく）は、大阪府大阪市福島区にある郵便局。民営化前の分類では集配普通郵便局であった（現在は集配機能を廃止）。

## 概要
住所：〒553-0006 大阪府大阪市福島区吉野1-20-27
4階に「地域の交流の場」として、コミュニティスペースがもうけられている。会議や作品展等の開催場所として使われている。
民営化当初は、郵便事業株式会社の大阪福島支店が併設されていたが、2008年（平成20年）に大阪支店に統合されたため、郵便局株式会社の単独店舗となった。

## 沿革
- 1924年（大正13年）12月1日 - 開局。
- 1943年（昭和18年）4月1日 -　西野田郵便局から大阪福島郵便局に改称[1]。
- 1963年（昭和38年）5月13日 - 福島区川上町から此花区春日出町下二丁目へ移転[2]。
- 1965年（昭和40年）9月6日 - 福島区中江町へ移転するとともに電話通話および和文電報受付事務を開始。同日、此花区内の集配業務を新設の此花郵便局に移管。
- 1990年（平成2年）3月23日 - 花の万博の開催に合わせ、大阪市周辺の主な郵便局40局において、風景印を花をかたどった変形印に変更（当局は福島区の花であるのだふじ）。
- 1999年（平成11年） - 外国通貨の両替および旅行小切手の売買に関する業務取扱を開始。
- 2007年（平成19年）10月1日 - 民営化に伴い、併設された郵便事業大阪福島支店に一部業務を移管。
- 2008年（平成20年）9月22日 - 郵便事業大阪福島支店を、郵便事業大阪支店に統合。同時にゆうゆう窓口・私書箱が廃止となる。これに伴い、郵便番号も553-8799から553-0006へ変更となった。
- 2022年（令和4年）4月1日-かんぽサービス部を設置。

## 取扱内容
- 郵便、印紙、ゆうパック、内容証明
- 貯金、為替、振替、振込、国際送金、外貨両替・トラベラーズチェック、国債、投資信託
- 生命保険、バイク自賠責保険、自動車保険
- 地方公共団体事務（大阪市ごみ処理券の販売、市バス・地下鉄優待乗車証の交付）
- ゆうちょ銀行ATM

## 周辺
- ウイステ
- 阪神電気鉄道本社

## アクセス
- 阪神本線 野田駅から徒歩約3分
- 地下鉄千日前線 野田阪神駅から徒歩約4分
- JR東西線 海老江駅から徒歩約6分
- 大阪シティバス 福島郵便局前停留所下車
- 阪神高速神戸線 海老江出入口から東へ約1km
- 国道2号沿い
- 駐車場あり：4台